# رنو ریپارت
رنو ریپارت (انگلیسی: Renaud Ripart؛ زادهٔ ۱۴ مارس ۱۹۹۳) بازیکن فوتبال اهل فرانسه است.
از باشگاه‌هایی که در آن بازی کرده‌است می‌توان به باشگاه فوتبال نیم المپیک اشاره کرد.